# 倪寛
倪 寛（げい かん、? - 紀元前102年）は、前漢の人。千乗郡千乗県の人。漢の武帝の時に御史大夫となった儒者。

## 略歴
郳国は戦国時代に楚国に滅ぼされ、その君主の子孫は「兒」（児）を姓とし、後に倪姓に改めた。
書経を欧陽生より学び、郡国の選抜を受けて博士の元へ送られ、孔安国の元で学んだ。貧乏なため弟子への配給で生活し、小作人となって働いた。経書を持参して働き、休息時には経書を読んでいた。太常掌故から昇進して廷尉の文学卒史となった。
倪寛は温厚で清廉かつ知恵があり、文章を得意としていたが、荒っぽい事は不得意で弁舌は巧みではなかった。当時の廷尉張湯は部下に法律が得意な者を揃えており、倪寛は法律に詳しくなかったので部署に就けず北地で廷尉所属の家畜を世話させていた。そんな折、廷尉の案件で二度も却下されていた上奏があったが、倪寛がそれについて説明し素晴らしい上奏文を作ったので、役人たちはそれを張湯に報告した。張湯は驚いて倪寛を掾とした。彼が作る上奏はすぐに裁可された。武帝も「あの上奏は俗吏の及ぶところではない」と評価したので張湯は倪寛を武帝に紹介し、また張湯も学問を重視するようになり、倪寛を重んじた。
張湯が御史大夫になると倪寛はその掾となり、侍御史に推薦された。武帝に謁見して経書の学問を語り、武帝は書経を学んだ。倪寛は中大夫に抜擢され、元鼎4年（紀元前113年）に左内史に昇進した。農業を推奨し刑罰を緩くするなど人心を得ることに務め、吏民は大いに信頼した。六輔渠を作り灌漑することを上奏した。租税を納めさせる際には、貧しい家や農繁期には徴収を猶予したので、租税の収入は少なかった。その後、軍事行動のため租税の多寡を調べた時に少なかったことから罷免されることとなったが、民が罷免を恐れて自発的に租税を争って納め、租税の入りが一番多いことになった。これにより武帝はますます彼を特別視した。
武帝は封禅を執り行おうとしたが儒者を集めても制度について結論が出なかった。倪寛は「封禅の制度は聖主が定めるものであり、群臣にできることではありません」と説いた。武帝はそれを採用して自ら定め、それを儒学で飾った。
元封元年（紀元前110年）、武帝は封禅を行おうとし、その前に倪寛を御史大夫にし、泰山での封禅に随行した。
太史令司馬遷らの建言により暦の改訂を進め、太初暦を定めた。
倪寛は御史大夫の間は武帝の意に適う一方で武帝を諫言することはなく、部下からは軽んじられた。太初3年（紀元前102年）に在官のまま死んだ。